# Johannes Weissinger
Johannes Weissinger (Naumburg, 12 de maio de 1913 – Karlsruhe, 20 de novembro de 1995) foi um matemático alemão, que trabalhou com mecânica dos fluidos. Foi professor de matemática aplicada e diretor do Institut für Angewandte Mathematik da TH Karlsruhe.
Weissinger frequentou a escola estadual em Pforta (Abitur em 1930) e estudou matemática, física e filosofia na Universidade de Jena e na Universidade de Hamburgo. Em 1936 passou no exame de formação de professores em Hamburgo e obteve um doutorado em 1937 orientado por Emil Artin, com a tese Theorie der Divisorenkongruenzen. De 1937 a 1945 trabalhou como pesquisador no Instituto Alemão de Pesquisa de Aviação em Berlim-Adlershof. Em 1943 obteve a habilitação na TH Darmstadt. A partir de 1946 foi novamente assistente científico da Universidade de Hamburgo, onde atuou como chefe da cadeira de matemática aplicada de 1948 a 1952 e professor externo desde 1952. A partir de 1953 foi professor titular na TH Karlsruhe, onde foi reitor em 1961/1962 e aposentou-se em 1981.
Em 1952 provou o teorema do ponto fixo de Weissinger.

## Obras
- Zur Aerodynamik des Ringflügels, 4 Teile, Westdeutscher Verlag, Opladen 1955, 1960
- Wesenszüge des mathematischen Denkens. Vortrag gehalten... am 2. Dez. 1961. (Digitale Ausgabe. Univ. Heidelberg, 2008)
- Theorie des Tragflügels bei stationärer Bewegung in reibungslosen, inkompressiblen Medien, in S. Flügge, C. Truesdell (Eds.) Handbuch der Physik, Volume VIII/2, Strömungsmechanik II, Springer Verlag 1963 p. 385–437
- Numerische Mathematik auf Personalcomputern, BI Verlag 1984, 2 Volumes (Vol. 1 Einführung in die Theorie und Programmieren mit Basic, Vol. 2 Basic Programme)
- Vorlesungen zur Höheren Mathematik, BI Hochschultaschenbücher, 4 Volumes, 1984
- Spärlich besetzte Gleichungssysteme: eine Einführung mit Basic und Pascal Programmen, BI Wissenschaftsverlag 1990